# 161 (szám)
A 161 (százhatvanegy) a 160 és 162 között található természetes szám.
A 161 előáll 5 egymást követő prímszám összegeként:
23 + 29 + 31 + 37 + 41 = 161
A 161 félprím, mert két prímszám (7 és 23) szorzata. Mivel ezek a prímtényezők Gauss-prímek, a 161 Blum-egész
Hatszögalapú piramisszám.
Cullen-szám.